# The Mouse Factory
The Mouse Factory est une émission de télévision jeunesse américaine produite par Walt Disney Productions et diffusée entre le 26 janvier 1972 et le 5 mars 1973 en syndication.
Elle est inédite dans les pays francophones.

## Historique
L'émission présente des extraits des dessins animés du studio et des vedettes comme Kurt Russell, Wally Cox ou Annette Funicello. La réalisation de la série était sous la responsabilité de l'animateur Ward Kimball.
C'est la première émission de télévision régulière de Disney en dehors du Monde merveilleux de Disney depuis le Mickey Mouse Club (1955-1959) et Zorro (1957-1961).
Mark Arnold souhaite que Leonard Maltin inclut cette production dans sa collection d'anthologies Walt Disney Treasures.

## Épisodes

### Saison 1
1. Vacations, présenté par Charles Nelson Reilly
2. Women’s Lib, présenté par JoAnn Worley
3. Folk Tale Favorites, présenté par Johnny Brown
4. Spooks and Magic, présenté par Phyllis Diller
5. Physical Fitness, présenté par Don Knotts
6. The Great Outdoors, présenté par Dom DeLuise
7. Water Sports, présenté par Joe Flynn
8. Man at Work, présenté par John Byner
9. Music, présenté par Skiles and Henderson
10. Interplanetary Travel, présenté par Jonathan Winters
11. Homeowners, présenté par Jim Backus
12. Spectator Sports, présenté par Charles Nelson Reilly
13. Horses, présenté par JoAnn Worley
14. Aviation, présenté par Johnny Brown
15. Back to Nature, présenté par Wally Cox
16. Bullfighting to Bullfrogs, présenté par Pat Buttram
17. Sports, présenté par Pat Paulsen

### Saison 2
1. Alligators, présenté par Johnny Brown
2. Paul Bunyan, présenté par Jim Backus
3. Bullfighting, présenté par Bill Dana
4. Knighthood, présenté par Henry Gibson
5. Pluto, présenté par John Astin
6. Goliath II, présenté par Kurt Russell
7. The Mouse Show, présenté par Dave Madden
8. Cats, présenté par Shari Lewis et Hush Puppy
9. Ben Franklin, présenté par Wally Cox
10. Mickey Mouse, présenté par Annette Funicello
11. Lions, présenté par Henry Gibson
12. Consciences, présenté par Harry Morgan
13. Noah's Ark, présenté par Bill Dana
14. Hunting, présenté par John Astin
15. Sports
16. Tugboats, présenté par Dave Madden
17. Automobiles, présenté par Ken Berry
18. Trains, présenté par Harry Morgan
19. Homes, présenté par Jim Backus
20. The Reluctant Dragon, présenté par Wally Cox
21. Wheels, présenté par Johnny Brown
22. Winter Fun, présenté par Kurt Russell
23. Penguins, présenté par Annette Funicello
24. Elephants, présenté par Nipsey Russell
25. Mickey and the Beanstalk, présenté par Shari Lewis et Lamb Chop
26. Dancing, présenté par Ken Berry